# Dominique Dufour de Pradt

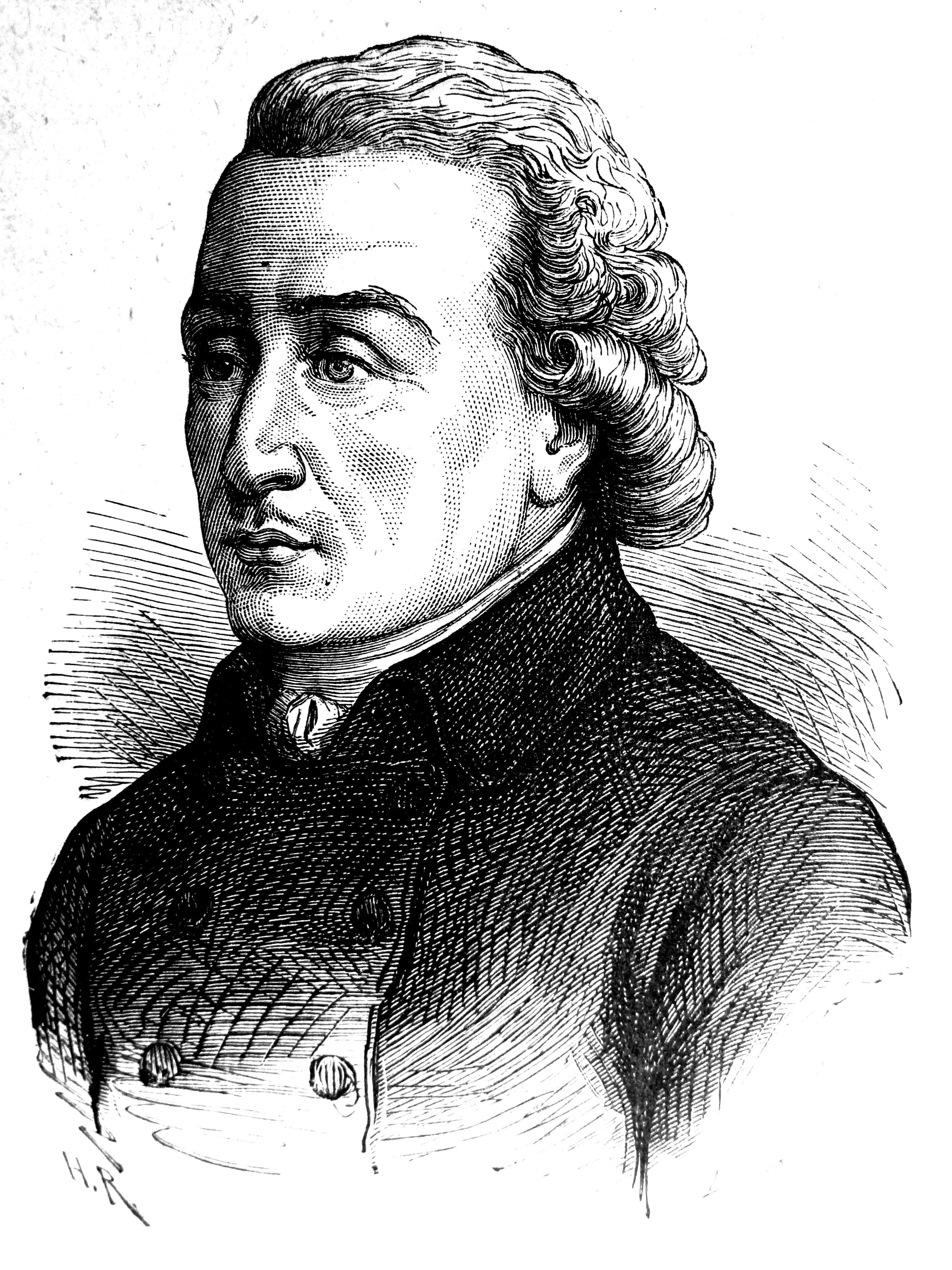
Abbé Dominique-Dufour de Pradt (Album du Centenaire).

Dominique-Georges-Frédéric de Rion de Prolhiac Dufour de Pradt (Allanche (Auvérnia), 23 de Abril de 1759 — Paris, 18 de Março de 1837), também conhecido por abade de Pradt, foi um clérigo, político, estudioso das relações internacionais e diplomata francês que terminou a sua carreira eclesiástica como arcebispo de Malines.

## Biografia
De seu nome completo Dominique-Georges-Frédéric de Riom de Prolhiac de Fourt, barão de Pradt, foi filho de Isaac Dufour, senhor de Pradt, e de Madeleine de Lastic-Fournels.
Em 1804 foi nomeado esmoler particular de Napoleão Bonaparte e em 1805 feito bispo de Poitiers. A 12 de Maio de 1808 foi nomeado arcebispo de Malines, cargo de que resignou em 1815.
Em 1812 foi nomeado embaixador da França em Varsóvia, preparando nesse posto a Concordata de 1813.
Foi grande oficial da Légion d'honneur (1808), grande chanceler da Legião de Honra, em 1814. Foi senador do Império.

## Obras publicadas
- De l’État de la culture en France et des améliorations dont elle est susceptible, Paris : Impr. de Guillemet, chez Maradan, 1802, 2 vol. in-8°, LXIV-XII-242 p. et 276 p. Tome I Tome II
- Voyage agronomique en Auvergne, précédé d’observations générales sur la culture de quelques départements du centre de la France, Paris, 1803, in-8° ; nouvelle édition (augmentée du Tableau des améliorations introduites et des établissements formés depuis quelques années dans l’Auvergne), Paris : Pichon et Didier, 1828, in-8°, 260 p. Texto digital
- Histoire de l'ambassade dans le grand-duché de Varsovie en 1812, Paris, 1815
- Du Congrès de Vienne, Paris, 1815-1816
- Mémoires historiques sur la révolution d'Espagne, Perronneau, 1816
- Des Colonies et de la révolution actuelle de l'Amérique, Paris, 1817
- L'Europe après le Congrès d'Aix-La-Chapelle, faisant suite au Congrès de Vienne, Paris, F. Béchet ainé, et Bruxelles, Lecharlier, Demat, 1819
- Les quatre concordats, Paris 1819-1820
- Le congrès de Carlsbad, Paris 1819-1820
- De la Belgique depuis 1789 jusqu'en 1794, Paris 1820
- Voyage agronomique en Auvergne, Pichon, Paris 1828.